# FC Nancy
FC Nancy – francuski klub piłkarski z siedzibą w Nancy, działający w latach 1901–1965. 

## Historia
Klub został założony w 1901 jako Stade Universitaire Lorrain. W 1935 roku klub uzyskał status profesjonalny, dzięki czemu mógł uczestniczyć w rozgrywkach Division 2. Wraz z uzyskaniem statusu zawodowego klub zmienił nazwę na FC Nancy. W 1946 roku klub wygrał rozgrywki drugiej ligi i awansował do Première Division. We francuskiej ekstraklasie Nancy występowało przez kolejne 11 lat do 1957 roku. W 1953 roku klub awansował do finału Pucharu Francji, gdzie uległ 1-2 Lille OSC. 
W 1958 roku klub wrócił do Première Division, jednak spadł już po roku. W 1960 roku Nancy po raz trzeci awansowało do Première Division. W 1962 roku klub po raz drugi awansował do finału Pucharu Francji, gdzie uległ 0-1 AS Saint-Étienne. W tym samym sezonie Nancy zajęło w lidze francuskiej najwyższe w swojej historii 4. miejsce. W 1963 roku klub pożegnał się z Première Division, a rok później tracąc status profesjonalny z Division 2. W 1965 roku wskutek problemów finansowych klub rozwiązano. W 1967 roku powołano nowy klub – AS Nancy.

## Sukcesy
- 4. miejsce w Première Division: 1962.
- 15 sezonów w Première Division: 1946-1957, 1958-1959, 1960-1963.
- finał Puchar Francji (2): 1953, 1962.
- mistrzostwo Division 2 (2): 1946, 1958.

## Reprezentanci krajów w klubie
| - Roger Piantoni - Henri Skiba - Michel Brusseaux | - Ernest Schultz - Helge Christian Bronée |

## Trenerzy
| - Gaston Henri Boé (1935-1936) - Louis Cazal (1936-1937) - Karl Heinlein (1937-1938) - Stanley Hillier (1938-1939) - Paul Wartel (1943-1944) - René Dedieu (1945-1946) - Kaj Andrup (1946-1947) | - Pierre Brembilla (1948-1951) - Jean Mathieu (1951-1953) - Jacques Favre (1953-1955) - Camille Cottin (1955-1957) - André Gérard (1957-1959) - Mario Zatelli (1959-1964) - Léon Deladerrière (1964-1965) |

## Sezony wPremière Division
| Sezon   | Uzyskane Miejsce |
| ------- | ---------------- |
| 1946-47 | 12               |
| 1947-48 | 12               |
| 1948-49 | 15               |
| 1949-50 | 12               |
| 1950-51 | 11               |
| 1951-52 | 11               |
| 1952-53 | 8                |
| 1953-54 | 13               |
| 1954-55 | 13               |
| 1955-56 | 12               |
| 1956-57 | 18 (spadek)      |
| 1958-59 | 17 (spadek)      |
| 1960-61 | 8                |
| 1961-62 | 4                |
| 1962-63 | 18 (spadek)      |